# Fidonia plumistaria
Fidonia plumistaria är en fjärilsart som beskrevs av Moritz Balthasar Borkhausen 1794. Fidonia plumistaria ingår i släktet Fidonia och familjen mätare. Inga underarter finns listade i Catalogue of Life.